# Amtsgericht Horn

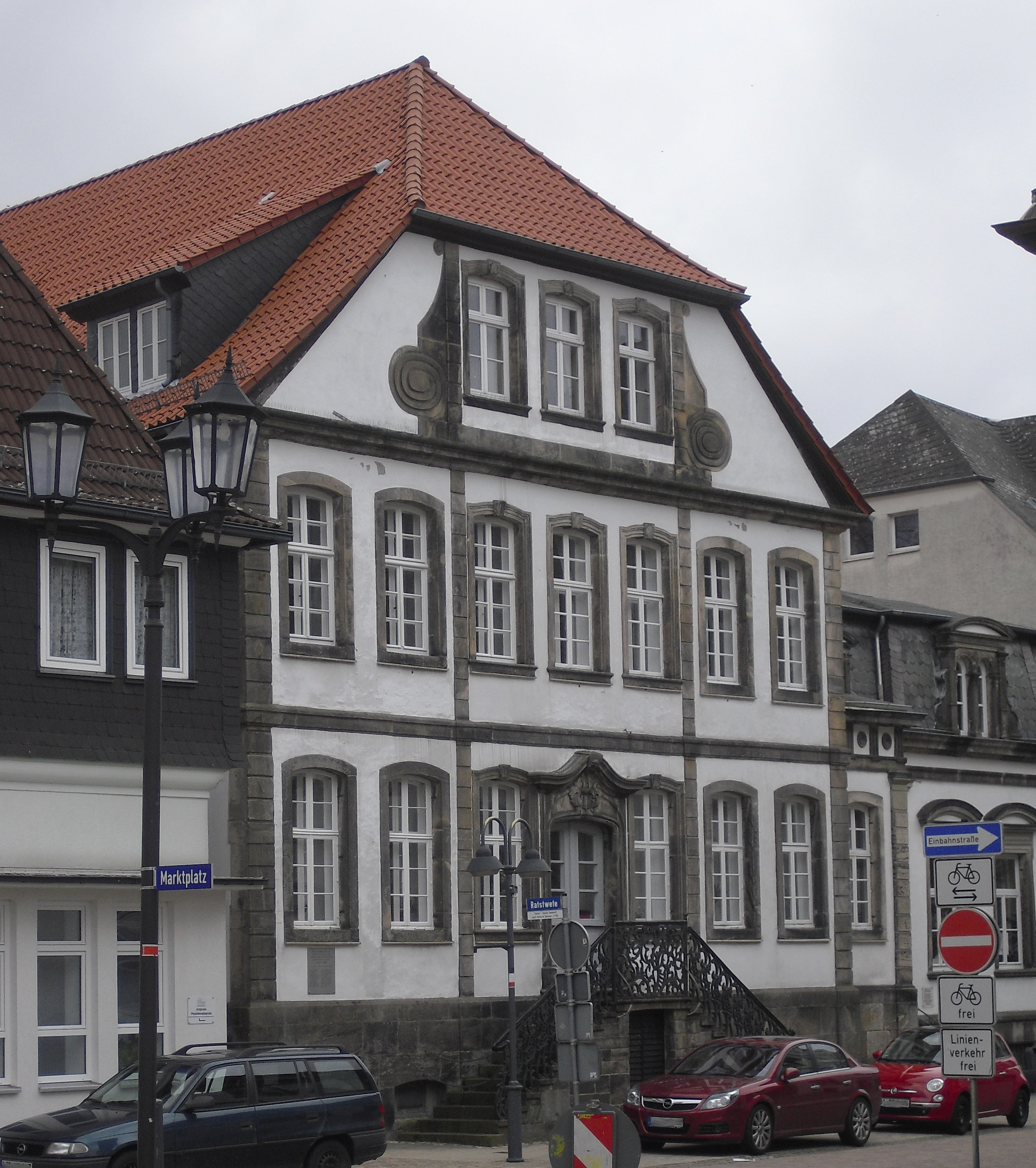
Stadthaus - Ehemaliges Amtsgericht in der Mittelstraße

Das Amtsgericht Horn war bis 1970 ein Amtsgericht in Horn-Bad Meinberg im nordrhein-westfälischen Kreis Lippe. Es war dem Landgericht Detmold unterstellt. Sein ehemaliger Bezirk gehört heute zum Amtsgericht Detmold.
Das Amtsgericht Horn wurde wie die anderen lippischen Amtsgerichte 1879 eingerichtet und war zuletzt zuständig für das Gebiet der heutigen Stadt Horn-Bad Meinberg und der Gemeinde Schlangen. Im Zuge von Verwaltungsvereinfachungen wurde der Bezirk des Amtsgerichts Horn 1970 dem Amtsgerichtsbezirk Detmold zugeschlagen. Das Gerichtsgebäude befindet sich in der Mittelstraße 67 und ist mit der Nummer 01.30 als Baudenkmal in die städtische Denkmalliste eingetragen.